# Tathra-Nationalpark
Der Tathra-Nationalpark (englisch Tathra National Park) ist ein 43 km² großer Nationalpark im Westen von Western Australia, Australien. Er liegt etwa 270 km nördlich von Perth und 50 km landeinwärts vom Indischen Ozean an der Straße zwischen Eneabba und Carnamah.
Der Name 'Tathra' leitet sich von der Bezeichnung der Noongar Aborigines für schöner Ort ab.
Von Farmland umgeben besteht die Landschaft des Nationalparks aus einer wellenförmigen Sandebene. Aus unbekannten Gründen ist dieses Gebiet um Eneabba von den Rodungen der Getreidebauern auf der Suche nach neuem Farmland verschont geblieben. Flache sandige Täler wechseln sich mit sanften Hügeln aus Laterit ab. 

## Flora
Diese Landschaft bietet über 2.600 Pflanzenarten einen Lebensraum – dies sind über 70 % der im südlichen Western Australia vorkommenden Arten. Viele davon haben sich besonders angepasst, um auf den nährstoffarmen Böden gedeihen zu können. Einige von ihnen besitzen Wurzelknöllchenbakterien, die Luft-Stickstoff pflanzenverfügbar machen. Die meisten nutzen allerdings Mykorrhiza-Pilze, die die Nährstoffaufnahme verbessern. Wieder andere sind Fleischfressende Pflanzen wie Sonnentau-Arten oder leben parasitisch wie der Quandong (Santalum acuminatum) und der Nuytsiabaum (Nuytsia floribunda).